# ツノアオカメムシ
ツノアオカメムシ Pentatoma japonica (Distant, 1882) はカメムシ科の昆虫の1つ。大型のカメムシで全身が緑色の金属光沢となっている。

## 特徴
大型のカメムシ。背面は全体に金属のような光沢のある緑色をしている。触角は長くて5節からなり、赤褐色だが第2節と第3節は特に暗い色となっている。触角の第1節は最も短く、第2節はこれに次いで短く、第3節、第4節はほぼ長さが等しく、また最も長い。単眼は赤褐色で、複眼は黒褐色をしている。前胸背の前の端はその両端が左右に突き出していてその先端部は切り落とされたようになっており、更にその先端は角状に尖っている。また左右の縁は赤褐色の縁取りがあり、その前の方は細かい鋸歯が並ぶ。小楯板と前翅の鞘部は金緑色だがその縁と脈は細く褐色をしていて、前翅の膜状部は淡褐色で半透明になっている。腹部側面の結合板は褐色だがそれぞれの前後1/3は黒い。歩脚と体の下面は一様に赤褐色をしている。
石井他編(1950)は本種について「本邦産中もっとも美麗なカメムシの一種」と評している。

## 分布
日本では北海道、本州、四国、九州に分布し、国外では朝鮮半島、ロシア極東部、中国から知られる。
北海道では普通種であり、それ以南では山地に見られる。

## 習性など
ハルニレ、シラカンバ、ミズナラ、ケヤキ、カエデ類、ミズキなどの上で生活しており、夜間に灯火に飛来することもある。日中は活発に飛翔することも観察される。
長野県での調査によると、年1化性で、越冬は若齢幼虫で行う。越冬は宿主の樹木の樹皮の隙間などで行われる。五月中旬から越冬場所から出て若葉に集まり摂食を始める。6月下旬から羽化が始まり、成虫は9月まで見られる。8月頃から交尾が観察され、10月下旬から若齢幼虫が見られるようになる。成虫は昼間は樹幹に止まっているのが見られ、摂食行動は夜間に行われるようである。

## 分類、類似種など
本種の属するアシアカカメムシ属には日本から他に以下の2種が知られる。
- P. rifipes アシアカカメムシ
- P. semiannulata チョウセンオオカメムシ

いずれも本種と似た形の大型のカメムシだが本種のように緑色の金属光沢を示さないので判別は容易である。
いずれにせよ大型できわめて美麗な種なのでよく目立ち、他種との区別は容易に見えるが、1種だけよく似たものがある。アオクチブトカメムシ Dinorhynchus dybowskyi は同じカメムシ科ながら亜科の段階で異なるものであるが、体長が20mm前後と本種とほぼ同じで、その背面は全体にやはり緑色の金属光沢を見せる。そのために本種と似て見え、友国監修(1993)では区別点として口吻が太く短いこと、前胸背側面の角状突起が鋭角であることなど結構細かいポイントを挙げている。

## 保護の状況
環境省のレッドデータブックでは指定がなく、県別では長野県で絶滅危惧I類の指定があるのみである。

## 利害
本種は果樹に被害を出した例がある。1976年に長野県でリンゴとモモの果実にカメムシ被害があり、調査の結果その原因が本種であることがわかった。果実から球汁されるとその部分が凹むようになり、更には果肉がスポンジ状になる。リンゴよりモモが好まれていたが、主な生活場所は雑木林で、隣接するモモ園に多数が飛来して被害を出した事例も知られる。
しかしこのような被害は広く見られるものでも重要なものでもないようで、例えば川沢、川村(1975)での果樹に被害を与えるカメムシ類のまとめには本種は上がっておらず、友国監修(1993)では一覧表に名が上がっているもののそれ以上の言及はない。梅谷、岡田(2003)では果樹被害に触れず、上記宿主植物への害のみを記した上で『実害はほとんどない』としている。